# 前庭县
前庭县，中国古县名。
唐朝天宝元年（742年）改高昌县置，治所在今新疆维吾尔自治区吐鲁番市高昌区东哈拉和卓堡西南，为西州治。贞元中地入吐蕃废。